# Instytut Konfucjusza
Instytuty Konfucjusza – sieć organizacji non-profit, których celem jest propagowanie języka chińskiego i chińskiej kultury. Patronem Instytutów jest chiński mędrzec, nauczyciel i filozof Konfucjusz.
W Instytutach Konfucjusza prowadzone są kursy języka chińskiego, organizowane konkursy i egzaminy państwowe HSK z tego języka. Instytucje te zajmują się również propagowaniem chińskiej sztuki poprzez organizację wystaw, przeglądów filmowych czy prelekcji.
Instytuty Konfucjusza powoływane są przez Chińskie Państwowe Biuro Międzynarodowej Promocji Języka Chińskiego (w skrócie Hanban). Pierwsza, pilotażowa instytucja tego typu powstała czerwcu 2004 roku w Taszkencie w Uzbekistanie. Pierwszy Instytut Konfucjusza został utworzony 21 listopada 2004 roku w Seulu. Od tej pory Hanban zaczął tworzyć Instytuty Konfucjusza przy uniwersytetach na całym świecie, w takich krajach jak Szwecja, Stany Zjednoczone, Niemcy, Zimbabwe, RPA, Wielka Brytania. 26-IV-2020 zamknięto jednak ostatni Instytut w Szwecji.
W 2006 roku utworzono pierwszy w Polsce Instytut Konfucjusza w Krakowie. Jest to sto ósmy Instytut Konfucjusza na świecie. Powstał przy Uniwersytecie Jagiellońskim jako wydzielona jednostka administracyjna. W 2008 roku otwarto trzy następne placówki: w Opolu, działający przy Politechnice Opolskiej, Poznaniu (przy Uniwersytecie Adama Mickiewicza) i Wrocławiu (na Uniwersytecie Wrocławskim).

## Lista Instytutów Konfucjusza na świecie
Zestawienie jest niekompletne.

Australia
- University of Western Australia

Austria
- Universität Wien

Belgia
- Université de Liège
- Chine Académie

Filipiny
- Ateneo de Manila University

Francja
- L’Université Paris 7-Denis Diderot
- Université de Poitiers

Holandia
- Universiteit Leiden/Campus The Hague

Japonia
- Aichi University
- Hokuriku University
- Obirin University
- Ritsumeikan University
- Ritsumeikan Asia Pacific University
- Sapporo University

Kanada
- British Columbia Institute of Technology

Korea Południowa
- Confucius Institute in Seoul

Meksyk
- Huaxia Chinese Culture College

Niemcy
- Freie Universität Berlin
- Friedrich-Alexander-Universität Erlangen-Nürnberg

Nowa Zelandia
- University of Auckland

Pakistan
- Pakistan National University of Modern Languages

Peru
- Universidad Ricardo Palma

Polska
- Akademia Jagiellońska w Toruniu
- Politechnika Opolska
- Uniwersytet im. Adama Mickiewicza w Poznaniu
- Uniwersytet Jagielloński w Krakowie
- Uniwersytet Gdański

Singapur
- Nanyang Technological University

Stany Zjednoczone
- Chicago Public Schools
- China Institute
- Michigan State University
- Portland State University
- San Francisco State University
- University of Hawaii
- University of Iowa
- University of Kansas
- University of Maryland
- University of Massachusetts
- University of Oklahoma
- University of Texas

Szwecja
- Stockholms universitet

Tajlandia
- Chiang Mai University
- Kasetsart University

Węgry
- Eötvös Loránd Tudományegyetem

Wielka Brytania
- Lancaster University
- London School of Economics
- University of London
- University of Manchester
- University of Sheffield

Włochy
- Università di Roma